# 约翰·巴耳末
约翰·雅各布·巴耳末（1825年5月1日—1898年3月12日），瑞士数学家、物理学家。主要贡献是建立了氢原子光谱波长的经验公式——巴耳末公式。

## 生平
巴耳末1825年诞生在瑞士巴塞尔乡村的劳森，是家中的长子。大学时期曾留学德国的卡尔斯鲁厄大学和柏林大学，攻读数学，1846年回到瑞士，担任中学时期的母校巴塞尔中学的工程制图教师。1849年巴耳末以关于摆线的论文在瑞士巴塞尔大学获得博士学位。1859年起在瑞士巴塞尔女子中学担任数学教师，1865年到1890年期间兼任瑞士巴塞尔大学讲师。1868年和克里斯蒂娜（Christine Pauline Rinck）结婚，先后生育了6个孩子。1887年巴耳末出版了一本专著《投影几何学教程》。1898年在巴塞尔逝世，终年73岁。
巴耳末在巴塞尔大学兼任讲师期间，受到该校一位研究光谱的物理学教授哈根巴赫（E.Hagenbach）的鼓励，开始试图寻找氢原子光谱的规律。当时氢光谱见光区波段的4条谱线已经过埃格斯特朗等人的精确测定，通过观测恒星光谱也发现了紫外波段的10条谱线，然而它们波长的规律尚不为人所知。巴耳末从寻找可见光波段4条谱线波长的公共因子和比例系数入手，否定了将谱线类比声音的思路。受投影几何的启发，巴耳末利用几何图形为这些谱线的波长确定了一个公共因子，写出了巴耳末公式。
{\displaystyle \lambda =B{\frac {n^{2}}{n^{2}-4}}\qquad n=3,4,5\cdots }
其中λ是谱线的波长，B=3.6546×10-7m。
巴耳末公式计算出的波长与实际测量值的误差不超过波长的1/40000，吻合得非常好。随后巴耳末又继续推算出当时已发现的氢原子全部14条谱线的波长，结果和实验值完全符合。1884年6月25日，巴耳末在巴塞尔自然科学协会的演讲中公布了这个公式，同年又将其发表在当地一个刊物上，1885年又刊载在《物理、化学纪要》杂志上。几年后，巴耳末又发表了有关氦光谱和锂光谱的各谱线频率之间的类似关系。
巴耳末原为一名默默无闻的数学教师，直到年届60岁才取得重要的成就，被视为“大器晚成”的代表。他的事迹也因此为人们所称道。巴耳末对于原子光谱的工作，特别是巴耳末公式的建立，对近代原子物理学的发展产生了重大影响。为纪念巴耳末，人们把氢光谱中符合巴耳末公式的谱线系命名为巴耳末系。月球表面的一个环形山也以他的名字命名為巴耳末环形山。

## 参阅
- 巴耳末公式
- 巴耳末系

## 外部連結
- 巴耳末发现氢光谱规律的历史回顾